# Lucky Star (манга и аниме)
Lucky ☆ Star (яп. らき☆すた раки сута) — комедийная манга (ёнкома) Кагами Ёсимидзу, публикация которой началась в январском выпуске журнала Comptiq за 2004 год. В дальнейшем на основе Lucky Star в разное время выходили: drama CD, две консольные игры для Nintendo DS, 24-серийный аниме-телесериал, одиночная ранобэ, visual novel для PS2 и одиночная OVA.
Lucky Star в большой степени посвящён субкультуре отаку. В центре внимания обычно то, как живут и общаются главные героини, подружки-старшеклассницы: Коната Идзуми, Миюки Такара и сёстры-близняшки Кагами и Цукаса Хиираги.
Неотъемлемой частью проекта являются упоминания и разного рода ссылки на известные популярные японские культурные явления и произведения (в том числе мангу, аниме, онлайновые и иные игры, телепередачи).

## Сюжет
Lucky Star — пародийный сериал жанра «повседневность», с юмором рассказывающий о жизни самых обычных японских старшеклассниц, попадающих в смешные, порой абсурдные ситуации. Они не всегда выходят из них с блеском, но умеют посмеяться над собой и идти по жизни с широкими улыбками на хорошеньких личиках. Весь сериал пересыпан как пародиями на популярные у отаку аниме-сериалы, так и шутками над повседневной жизнью современных японцев.
Сюжет Lucky Star крутится вокруг ученицы старшей школы Конаты Идзуми. Коната — отаку. Она весь день проводит за видеоиграми, чтением манги и просмотром любимых аниме-сериалов, а ночью сидит в чатах и онлайн-играх. Хоть Коната и ходит в школу для одарённых детей, на домашние задания и прочую учёбу времени ей не хватает, поэтому она имеет обыкновение готовиться в последнюю ночь перед экзаменом.
В школе у неё появляются три лучшие подруги: красавица, умница и тихоня Миюки Такара, милая недотёпа Цукаса Хиираги и её старшая сестра-близнец Кагами Хиираги — целеустремлённый прагматик. Обладая столь разными характерами, девочки уживаются вместе без проблем, иногда вздорят, но в целом живут очень дружно.

## Персонажи

Основные персонажи Lucky ☆ Star. Слева направо: Цукаса, Коната, Кагами и Миюки.

Коната Идзуми (яп. 泉 こなた Идзуми Коната) — несерьёзная, ленивая девочка, которая является фанаткой видео и онлайн-игр, манги и аниме. Коната довольно умная и спортивная, но не вступает в школьные клубы, так как все свободное время посвящает своим увлечениям. Она дружит с Кагами, Цукасой и Миюки. Также Коната частенько конфликтует с Кагами, поддевая её едкими замечаниями. Коната работает в косплей-кафе с ученицей по обмену младшего класса своей школы Патрицией Мартин. Она живёт со своим отцом-вдовцом (он сам отаку и поклонник дейт-симов наряду с Конатой, которая тоже любит «взрослые» игры), а также с младшей двоюродной сестрой Ютакой Кобаякавой, которая учится с ней в одной школе. Кроме Ютаки у Конаты есть кузина Кохина Итимацу и кузен Бен, который младше Конаты на год. Примечательно, что Коната является большой фанаткой аниме-сериала «Меланхолия Харухи Судзумии».
Сэйю: Ая Хирано.
Кагами Хиираги (яп. 柊 かがみ Хиираги Кагами) — старшая сестра-близнец Цукасы. В школе её оценки просто великолепны, потому что она упорно учится, стремясь стать лучшей ученицей в классе. Коната постоянно списывает у неё домашнюю работу. Была старостой класса в первый год учёбы. Кагами и девочки учатся в разных классах, и она приходит к ним на переменах и во время ланча. Кагами выбрала гуманитарный профиль на свой второй год обучения, чтобы быть с ними в одном классе, но их все равно распределили в разные; это же случилось и на третий год обучения, что немало её огорчило, хотя она и пыталась это скрыть. Кагами прагматична и целеустремлённа, но вместе с тем сентиментальна, чувствительна и романтична. В то же время она ненавидит, когда её слабости замечают окружающие (особенно Коната, которая видит Кагами насквозь и любит подшутить над ней по этому поводу). Плохо готовит, отчего немного комплексует, так как считает, что должна быть идеалом и примером для подражания своей младшей сестре-близняшке Цукасе. Как и Коната, Кагами любит видеоигры, но в отличие от Конаты, поклонницы дейт-симов и РПГ, предпочитает скролл-шутеры. Также она любит читать ранобэ.
Сэйю: Эмири Като
Цукаса Хиираги (яп. 柊 つかさ Хиираги Цукаса) — младшая сестра-близнец Кагами, живёт вместе со своими родителями и двумя старшими сёстрами. Она учится в том же классе, что и Коната. Великолепно готовит, но не очень хороша в учёбе и спорте. Она добрая, слегка глуповатая, но крайне старательная девочка, которая очень расстраивается, когда её постоянно сравнивают с сестрой, которая во многих вещах лучше неё. Цукаса не всегда способна уловить суть разговора, так как имеет обыкновение витать где-то в облаках. Любит подольше поспать. Она часто просит свою старшую сестру помочь ей с домашними заданиями, хотя до этого честно пытается сделать всё сама. Цукаса также известна из-за своей причёски, так как она полностью идентична с причёской Акари Камигиси из аниме To Heart.
Сэйю: Каори Фукухара
Миюки Такара (яп. 高良 みゆき Такара Миюки) — девушка из богатой семьи, красивая, умная, обучена хорошим манерам. Выглядит взрослой сформировавшейся девушкой по сравнению с другими главными героинями, хотя она их ровесница. Она говорит на исключительно вежливом, литературном японском, даже если общается с близкими друзьями. Была старостой класса на первом году обучения, коим образом и подружилась с Кагами. Сейчас Миюки учится в одном классе с Конатой и Цукасой. Одноклассники Миюки постоянно просят её помочь им с учёбой, и она всегда без подготовки может дать точный, с энциклопедическими определениями, ответ по различным неясным вопросам. Живое воплощение стиля моэ, вследствие чего часто становится жертвой подколок Конаты. Она боится контактных линз, поэтому носит очки. Её зрение меньше 0.1, хотя было хорошим до тех пор, пока она не начала читать книги в темноте (после того, как её мать засыпала, не дочитав ей сказку до конца). Миюки любит поспать, поэтому всегда ложится очень рано. Она ненавидит визиты к стоматологу, но ей приходится ходить на лечение, иначе она рискует потерять пломбу из-за кариеса. Она также не любит мороженое, так как от него могут испортиться зубы. Иногда она играет в видеоигры (пасьянс, «Сапёр» и т. п.).
Сэйю: Ая Эндо

## Пародии и отсылки
Большинство монологов Конаты построены на обыгрывании тех или иных элементов жизни отаку. Среди главных тем: аниме, MMORPG, дейт-симы, косплей, игровые приставки, специфичные термины отаку-субкультуры.
Есть и отсылки к Lucky Star в других аниме. Например, в Kannagi главный герой по ошибке входит не в свою комнату-караоке, где со спины показаны все четыре главные героини Lucky Star. Таким образом Ютака Ямамото, режиссёр первых 4 серий Lucky Star, сделал оммаж к своей предыдущей работе.

## Структура серии
Каждая серия независима от предыдущих, состоит из открывающего ролика, трёх частей, разделённых заставкой с изображением котёнка, Lucky Channel, закрывающего ролика и трейлера.

### Вступление
Открывающий ролик начинается с короткого диалога «за занавесом». Диалог является пародийной отсылкой к аниме-сериалу Kaibutsu-kun (яп. 怪物くん). В самом ролике используется стилистика пинапа, в частности, Миюки воспроизводит известные движения Мэрилин Монро. В заставке также показывают большинство второстепенных персонажей, в частности отца Конаты, прикусившего палец и подглядывающего за школьницами.

### Lucky Channel
Одной из особенностей сериала является короткая вставка в конце каждой серии, изображающая «телешоу». В нём участвуют два ведущих — Акира Когами и Минору Сираиси. Акира появляется только во время шоу и в последней серии, Сираиси появляется и в самом сериале.

### Закрывающая заставка
Закрывающий ролик серий с первой по двенадцатую показывает закрытую дверь в комнату караоке, за которой поют главные героини. В каждой серии исполняется та или иная открывающая музыкальная композиция аниме-сериалов (в большинстве своём старых, 70-80-х годов). С 13 серии используются живые съёмки сэйю из сериала (в основном Минору Сираиси). В 16 серии Акира Когами поёт песню как в Lucky Channel в караоке, так и в живом видео её сэйю на природе.
| Песни в закрывающих заставках | Песни в закрывающих заставках | Песни в закрывающих заставках                                                            | Песни в закрывающих заставках |
| Серия                         | Название | Первоисточник                                                                            | Исполнитель                   |
| ----------------------------- | --- | ---------------------------------------------------------------------------------------- | ----------------------------- |
| 01                            | «Space Ironmen Kyodyne» (яп. 宇宙鉄人キョーダイン Uchū Tetsujin Kyōdain)                                                                    | Открывающая тема «Space Ironmen Kyodyne»                                                 | Коната (Ая Хирано)            |
| 02                            | «It’s a Victory! Akumaizer 3» (яп. 勝利だ！アクマイザー3 Shōri da! Akumaizā 3)                                                              | Открывающая тема «Akumaizer 3»                                                           | Коната (Ая Хирано)            |
| 03                            | «That’s Love, Right?» (яп. それが、愛でしょう Sore ga, Ai deshō)                                                                            | Открывающая тема «Стальная тревога? Фумоффу»                                             | Коната (Ая Хирано)            |
| 04                            | «Sailor Suit and Machine Gun» (яп. セーラー服と機関銃 Sailor Fuku to Kikanjuu)                                                              | Открывающая тема «Sailor Suit and Machine Gun»                                           | Кагами (Эмири Като)           |
| 05                            | «Cha-La Head-Cha-La» (яп. チャラ・ヘッチャラ Chara Hecchara)                                                                                | Первая открывающая тема «Dragon Ball Z»                                                  | Коната (Ая Хирано)            |
| 06                            | «Valentine Day Kiss» (яп. バレンタイデイキッス Barentai Dei Kissu)                                                                          | Музыкальная тема «Valentine Kiss», исполненная Саюри Кокусё в 1986 году                  | Цукаса (Каори Фукухара)       |
| 06                            | «Valentine Day Kiss» (яп. バレンタイデイキッス Barentai Dei Kissu)                                                                          | Музыкальная тема «Valentine Kiss», исполненная Саюри Кокусё в 1986 году                  | Коната (Ая Хирано)            |
| 07                            | «Earthly Stars» (яп. 地上の星 Chijō no Hoshi)                                                                                               | Музыкальная тема из «Project X: Challengers»                                             | Миюки (Ая Эндо)               |
| 08                            | «Monkey Magic» (яп. モンキーマジック Monkī Majikku)                                                                                         | Музыкальная тема из «Monkey»                                                             | Коната (Ая Хирано)            |
| 09                            | «Embraced by the Wintry Wind» (яп. 木枯らしに抱かれて Kogarashi Ni Dakarete)                                                                | Кавер-версия ранней песни Кёко Коидзуми (сценический псевдоним — Kyon Kyon)              | Коната (Ая Хирано)            |
| 10                            | «I’m Proud» (яп. アイム・プラウド Aimu Puraudo)                                                                                             | Сингл Томоми Кахалы (en:Tomomi Kahala)                                                   | Кагами (Эмири Като)           |
| 11                            | «Doraemon’s Song» (яп. ドラえもんのうた Doraemon no Uta)                                                                                    | Открывающая тема «Doraemon»                                                              | Цукаса (Каори Фукухара)       |
| 11                            | «Doraemon’s Song» (яп. ドラえもんのうた Doraemon no Uta)                                                                                    | Открывающая тема «Doraemon»                                                              | Миюки (Ая Эндо)               |
| 12                            | «Go! Godman» (яп. 行け！ゴッドマン Ike! Goddoman)                                                                                           | Открывающая тема «Ike! Godman»                                                           | Коната (Ая Хирано)            |
| 12                            | «Don’t Lose» (яп. 負けないで Makenaide) | Самый продаваемый сингл группы Zard                                                      | Кагами (Эмири Като)           |
| 13                            | «My Forgotten Thing» (яп. 俺の忘れ物 Ore no Wasuremono)                                                                                     | Музыкальная тема «WAWAWA Wasuremono»                                                     | Минору Сираиси                |
| 14                            | «Sunny Sunny Happiness» (яп. ハレ晴レユカイ Hare Hare Yukai)                                                                                | Закрывающая тема аниме «Меланхолия Харухи Судзумии»                                      | Минору Сираиси                |
| 15                            | «The Minoru Legend of Love» (яп. 恋のミノル伝説 Koi no Minoru Densetsu)                                                                     | Пародия на открывающую тему первой эфирной серии аниме «Меланхолия Харухи Судзумии»      | Минору Сираиси                |
| 16                            | «The Cape of Age Thirty» (яп. 三十路岬 Misoji Misaki)                                                                                       | Оригинальная песня                                                                       | Акира Когами (Хироми Конно)   |
| 17                            | «Take It! Sailor Uniform» (Vague Sunshine ver.) (яп. もってけ！セーラーふく (曖昧サンシャインver.) Motteke! Sērāfuku (Aimai Sanshain ver.)) | Пародия на открывающую тему «Lucky Star»                                                 | Минору Сираиси                |
| 18                            | «Kaorin’s Theme» (яп. かおりんのテーマ Kaorin no Tēma)                                                                                      | Оригинальная песня                                                                       | Минору Сираиси                |
| 19                            | «A Man’s Way of Life» (яп. 男の生き様 Otoko no Ikizama)                                                                                     | Оригинальная песня                                                                       | Минору Сираиси                |
| 20                            | «Son-in-law Rumba» (яп. お婿ルンバ Omuko Runba)                                                                                             | Пародия на «Daughter-in-law Samba» (яп. お嫁サンバ Oyome Sanba) Хироми Го (en:Hiromi Gō) | Минору Сираиси                |
| 21                            | «Shikaider’s Song» (яп. シカイダーの唄 Shikaidā no Uta)                                                                                     | Оригинальная песня                                                                       | Минору Сираиси                |
| 22                            | «My Beloved Santa Monica» (яп. 我が愛しのサンタモニカ Waga Itoshi no Santa Monika)                                                          | Оригинальная песня                                                                       | Минору Сираиси                |
| 22                            | Песни из закрывающих тем серий: 13, 14, 15, 17, 19 и 21                                                                                     |                                                                                          | Минору Сираиси                |
| 23                            | «Mikuru Transforms! And Fights!» (яп. ミクル変身!そして戦闘! Mikuru Henshin! Soshite Sentō!)                                                | Музыкальная тема из аниме «Меланхолия Харухи Судзумии»                                   | Минору Сираиси                |
| 24                            | «Love is a Boomerang» (яп. 愛はブーメラン Ai wa Būmeran)                                                                                    | Закрывающая тема «Urusei Yatsura 2: Beautiful Dreamer»                                   | Минору Сираиси                |

## Трейлер
Выходивший перед началом показа сериала трейлер состоял из показанного крупным планом неподвижного лица Конаты, которая на протяжении всех 32 секунд просто издавала монотонный звук.

## Список серий
| |                                                                                              |                     |  |
| 1 | Скоростная девочка «Цуппасиру онна» (つっぱしる女)                                           | 8 апреля 2007 г.    |  |
| Героини обсуждают, как правильно есть различные блюда и в частности шоколадный рогалик. Акира Когами и Сираиси Минору, ведущие Lucky Channel, представляются зрителям.           |                                                                                              |                     |  |
| 2 | Усилия и результаты «Дорёку то кэкка» (努力と結果)                                           | 15 апреля 2007 г.   |  |
| Героини собираются вместе, чтобы сделать домашнее задание на Золотую неделю. Коната находит работу в косплей-кафе. Акира и Сираиси обсуждают первое появление Сираиси в сериале. |                                                                                              |                     |  |
| 3 | Разные люди «Ироирона хитотати» (いろいろな人たち)                                           | 22 апреля 2007 г.   |  |
| 4 | Проблемы мотивации «Яруки но мондай» (やる気の問題)                                          | 29 апреля 2007 г.   |  |
| 5 | Лучший стрелок «Мэйсясю» (名射手)                                                            | 6 мая 2007 г.       |  |
| 6 | Летние события «Нацу но тэйбан» (夏の定番)                                                   | 13 мая 2007 г.      |  |
| 7 | Имидж «Имэ:дзи» (イメージ)                                                                   | 20 мая 2007 г.      |  |
| 8 | Только не подгоняйте меня «Ватаси дзя накутэмо о:сэй» (私じゃなくても旺盛)                   | 27 мая 2007 г.      |  |
| 9 | Просто чувство «Сонна канкаку» (そんな感覚)                                                  | 3 июня 2007 г.      |  |
| 10 | Стремление «Гамбо:» (願望)                                                                   | 10 июня 2007 г.     |  |
| 11 | Разные способы провести канун рождества «Иронна сэйя но сугосигата» (いろんな聖夜の過ごし方) | 17 июня 2007 г.     |  |
| 13 | Приятный День «Ойсий хи» (おいしい日)                                                        | 1 июля 2007 г.      |  |
| 14 | Под одной крышей «Хитоцу янэ но сита» (ひとつ屋根の下)                                       | 8 июля 2007 г.      |  |
| 15 | Нельзя так быстро меняться «Икинари ва каварэнай» (いきなりは変われない)                     | 15 июля 2007 г.     |  |
| 16 | Звонок «Рингу» (リング)                                                                      | 22 июля 2007 г.     |  |
| 17 | Под Солнцем «О-тэнто:-сама но мото» (お天道様のもと)                                         | 29 июля 2007 г.     |  |
| 18 | Сколько людей - столько мнений «Дзю:нин то:иро» (十人十色)                                   | 5 августа 2007 г.   |  |
| 19 | Сущность 2-D «Нидзи ни хонсицу ари» (二次に本質あり)                                         | 12 августа 2007 г.  |  |
| 20 | Как провести лето «Нацу но сугосигата» (夏の過ごし方)                                        | 19 августа 2007 г.  |  |
| 21 | Ящик Пандоры «Пандора но хако» (パンドラの箱)                                                | 26 августа 2007 г.  |  |
| 22 | Тут и Там «Коко ни ару каната» (ここにある彼方)                                              | 2 сентября 2007 г.  |  |
| 23 | Утончённая линия «Бимё:на райн» (微妙なライン)                                               | 9 сентября 2007 г.  |  |
| 24 | Ожидается «Митэй» (未定)                                                                     | 16 сентября 2007 г. |  |

## OVA
| Номер | Название серии                                              | Дата трансляции     |  |
| ----- | ----------------------------------------------------------- | ------------------- |  |
|       |                                                             |                     |  |
| OVA   | Original Visual Animation «Original na Visual to Animation» | 26 сентября 2008 г. |  |

## Miyakawa-ke no Kuufuku
Miyakawa-ke no Kuufuku (яп. 宮河家の空腹 миякава-кэ но ку:фуку, «Голодная семья Миякава») — спин-офф Lucky Star, комедийная манга (ёнкома) того же автора. В 2013 году выпускалась экранизация в виде ONA-эпизодов.
История рассказывает о повседневной жизни двух сестёр по фамилии Миякава — старшей Хинаты и младшей Хикагэ. Хината является отаку и тратит крупные суммы на покупку додзинси, из-за чего её младшая сестра зачастую остаётся без еды.
29 апреля была выпущена первая ONA-серия аниме. Режиссёром выступил Ютака Ямамото, который был режиссёром нескольких (1-4) серий Lucky Star. Открывающую и закрывающую композиции исполнили сэйю, участвовавшие в озвучке сериала. Музыку написал Кэнъити Маэямада, также известный как Хядаин.